# Opel 34/80 PS
 (septembre 2024).
L’Opel 34/80 PS est une voiture de la catégorie luxueuse construite par Adam Opel KG de 1914 à 1916 pour succéder au modèle 34/65 PS.

## Historique et technologie
La 34/80 PS avait un espace intérieur plus grand et une puissance supérieure à celle de sa prédécesseur. Le véhicule de luxe présentait également un certain nombre d’améliorations techniques par rapport au modèle précédent.
Le moteur était un moteur quatre cylindres d’une cylindrée de 8 760 cm³ (alésage x course = 130 mm x 135 mm). Il produisait 80 ch (59 kW) à 1 300 tr/min. Le moteur à commande latérale était refroidi par eau et une pompe centrifuge assurait la circulation du liquide de refroidissement. La puissance du moteur était transmise à l’essieu arrière via un embrayage à cône en cuir (embrayage à cône en métal sur le modèle précédent), une boîte de vitesses manuelle à quatre vitesses et un arbre à cardan à bain d’huile (arbre à sec sur le modèle précédent). La vitesse maximale de la voiture était de 110 km/h.
Les deux essieux rigides étaient suspendus au cadre, constitué de profilés en U en tôle en acier, par des ressorts à lames trois quarts elliptiques (semi-elliptiques sur le modèle précédent). Ce qui était nouveau, c’était un sous-châssis avant pour accueillir le moteur. Le frein de service agissait sur l’arbre de sortie de la transmission. Le frein à main a été conçu comme un frein à tambours agissant sur les roues arrière.
Il y avait trois styles de carrosserie, une voiture de tourisme à six places, une limousine Pullman quatre portes et un landaulet. Sur demande, il existait également des formes mixtes de voiture de tourisme et de landaulet. La variante la moins chère, la voiture de tourisme, coûtait 16 250 Reichsmark.
Fin 1916, la construction de la 34/80 PS est arrêtée. Il n’y avait pas de successeur et ce modèle doit être la dernière Opel avec une cylindrée supérieure à 8 litres.